# Ambrières

Ambrières este o comună în departamentul Marne, Franța. În 2009 avea o populație de 225 de locuitori.